# Bohumilice
Bohumilice (en allemand : Bohumilitz) est une commune du district de Prachatice, dans la région de Bohême-du-Sud, en République tchèque. Sa population s'élevait à 332 habitants en 2023.

## Géographie
Bohumilice est arrosée par la Volyňka et son affluent la Spůlka, et se trouve à 17 km au nord-ouest de Prachatice, à 51 km à l'ouest-nord-ouest de České Budějovice et à 118 km au sud-ouest de Prague.
La commune est limitée par Čkyně au nord-ouest, au nord et au nord-est, par Bošice au sud-est, par Svatá Maří au sud, et par Vimperk à l'ouest.

## Histoire
La première mention écrite du village date de 1352.

## Galerie

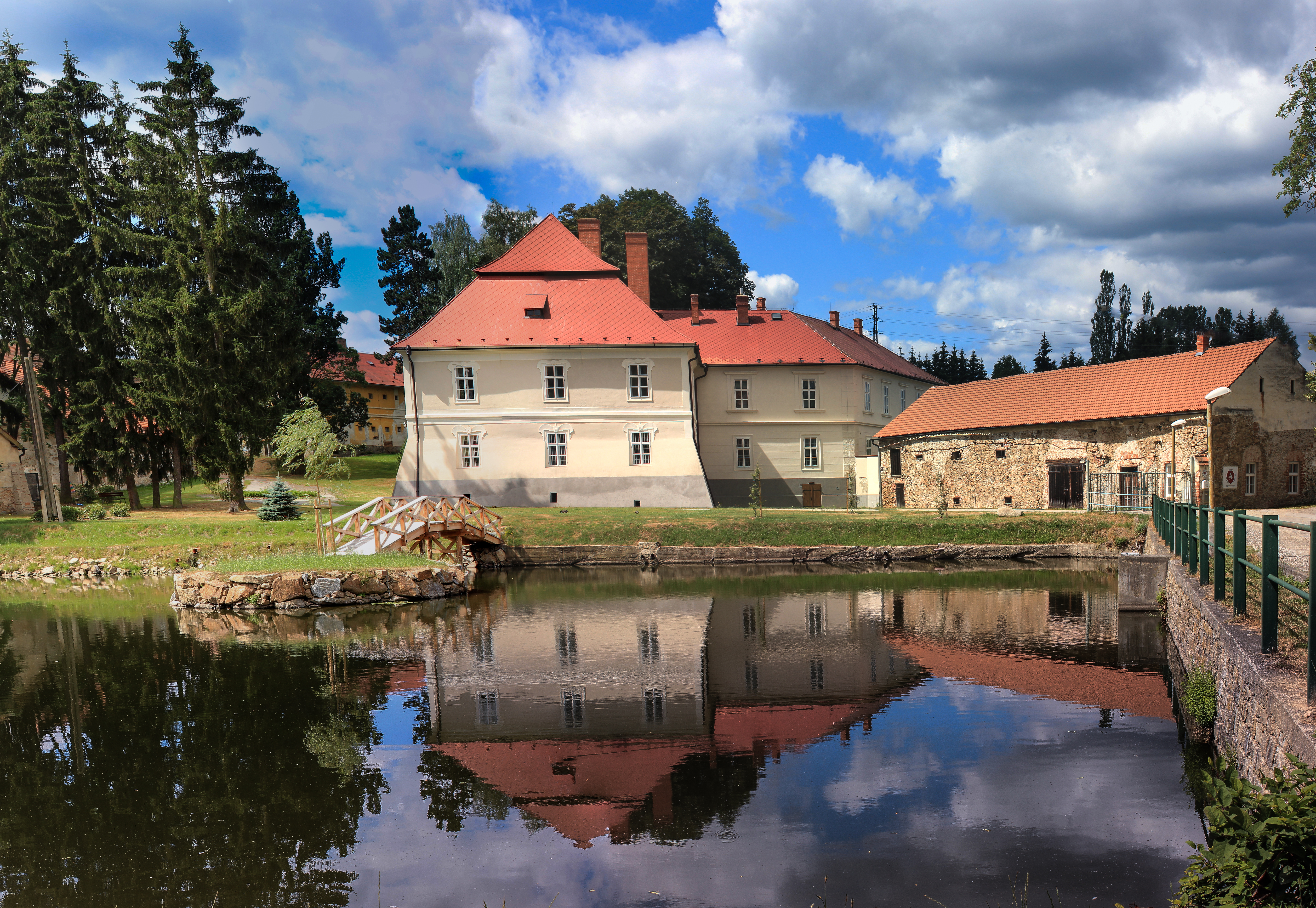
Château Skalice.
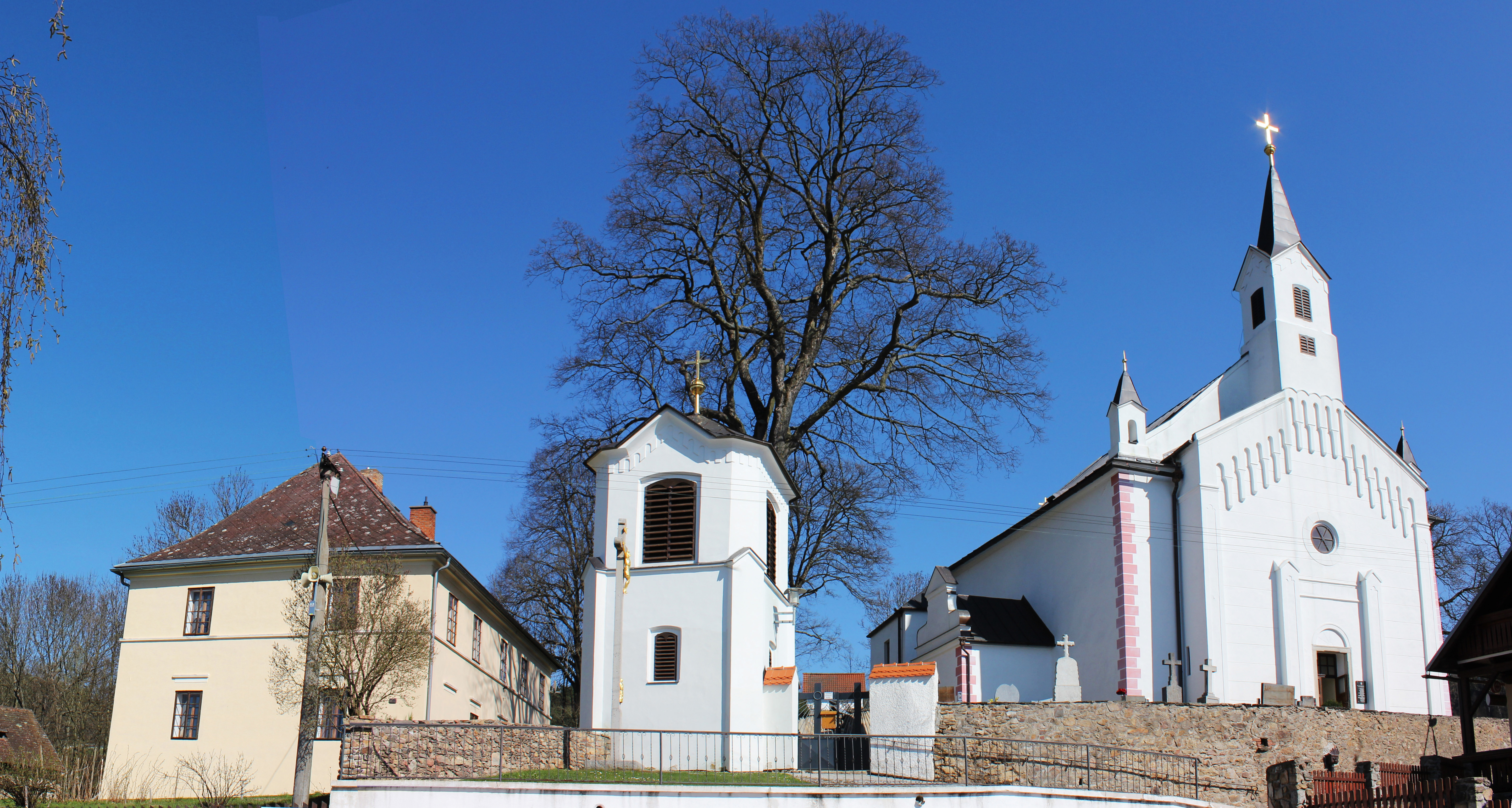
Église de la Sainte-Trinité.

## Transports
Par la route, Bohumilice se trouve à 9 km de Vimperk, à 24 km de Prachatice, à 61 km de Ceské Budejovice et à 142 km de Prague.